# Давыденко (село)
Давыде́нко, Шовдан-Юрт (чечен. Шовдана-Йурт) — село в Ачхой-Мартановском районе Чеченской Республики. Административный центр и единственный населённый пункт Давыденковского сельского поселения.

## География

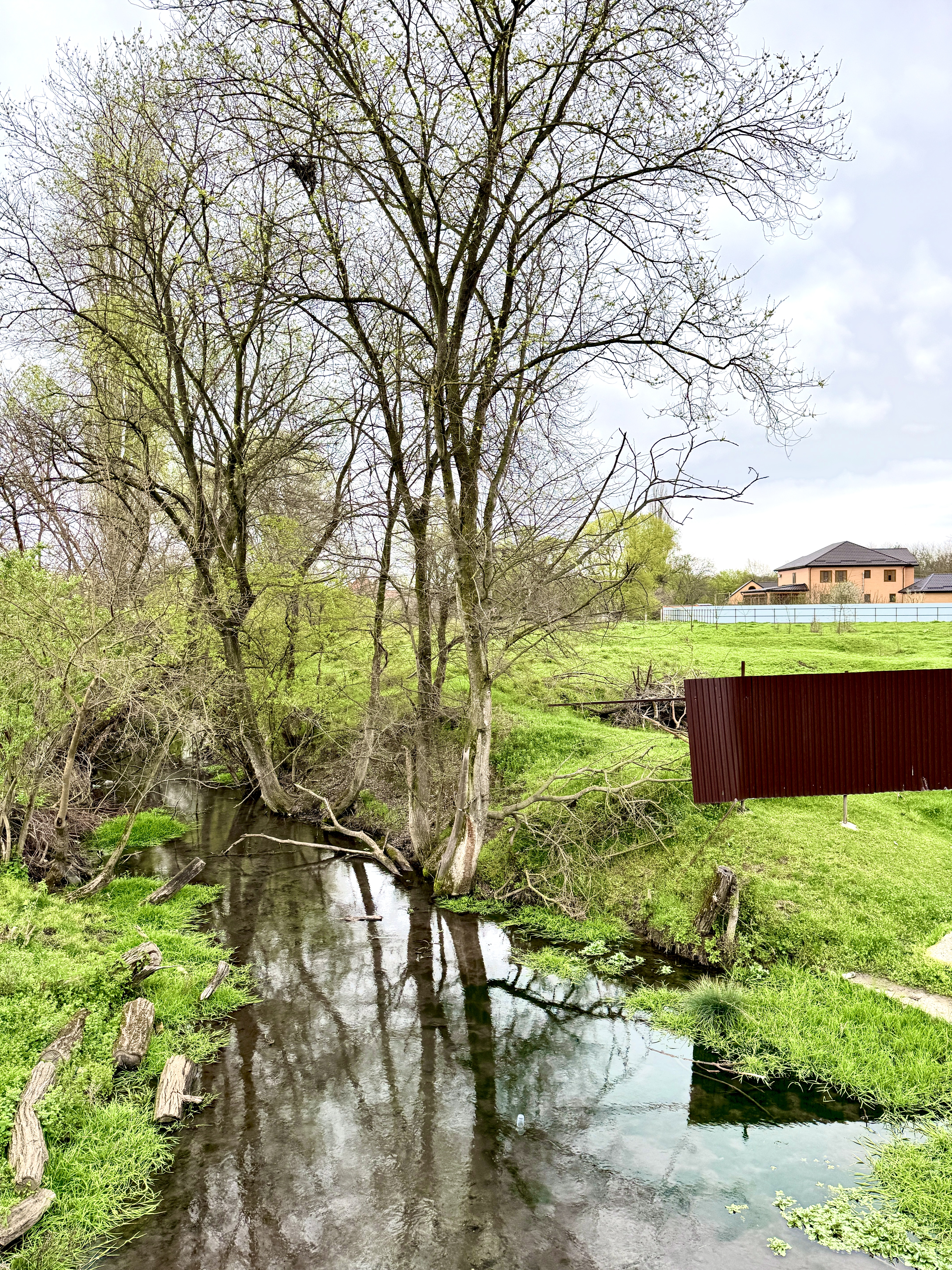
Река Ассенок в черте села.

Населённый пункт расположен в 9 км (расстояние по дороге) к северу от районного центра села Ачхой-Мартан, на южном берегу реки Сунжа (между кромкой берега и селом — небольшой лес) и на северном берегу реки Ассенок, которая является протокой между Ассой и Сунжей.
К югу от Давыденко расположено село Новый Шарой, стоящее на северном берегу Ассы, к северо-востоку — село Самашки, расположенное на противоположном от Давыденко левом берегу Сунжи. Восточнее села, в междуречье Ассы и Сунжи, протянувшись до самого места впадения Ассы в Сунжу, находится крупный лесной массив, центральная часть которого носит название «урочище Поповская Поляна». Растут в этом лесу дуб, клён, карагач, ясень.
Северо-западнее Давыденко — село Серноводское, занимающее оба берега Сунжи. На западе и юго-западе — станица Ассиновская, стоящая как раз в том месте, где Ассенок вытекает из Ассы (Ассенок и Ассу также соединяет канал Крыгин Ерик, впадающий в Ассенок юго-западнее Давыденко). К западу от села протянулась цепь прудов, которые имеют сток в Сунжу; самый верхний из них, находящийся ближе всех к станице Ассиновской — пруд Сомов. Западнее и южнее села проходит федеральная трасса М29 «Кавказ».

## История
Хутор Давиденкова был основан в 1880 году переселенцами из Малороссии, купившими землю у подъесаула Давиденко по 25 рублей за десятину. Встречаются, однако, данные, что населённый пункт был образован в 1886 году. Действительно, в Списке населённых мест Терской области по состоянию на 1 января 1883 года в числе казачьих поселений 5-го участка Грозненского округа (пристав участка помещался в селении Шама-юрт) Давыденко отсутствует. Однако издание Статистических таблиц населённых мест Терской области по сведениям конца 1889 года, базирующееся в том числе и на посемейных списках 1886 года, упоминает хутор Давыденкова, приписанный к станице Самашкинской, в 35 верстах от Грозного, с 67 жителями (35 мужчин, 32 женщины, русские, православные) в 16 дворах. У хутора было 203 десятины земли, по преимуществу удобной для ведения хозяйства. Основное занятие жителей — сельское хозяйство. Хуторяне имели 10 голов крупного рогатого скота и 50 лошадей, однако мелкого скота не имели вовсе, а в 6 дворах не было и крупного скота. К середине 1914 года хутор Давыденков, располагавшийся в 3 верстах от Самашкинской, имел по-прежнему около 200 десятин земли (из них 22 десятины — лес). В 31 хозяйстве проживало 179 человек (96 мужчин, 83 женщины, русские, православные).
По итогам Гражданской войны, в 1920 году был учреждён отдельный исполнительный комитет, занимавшийся делами казачьих станиц по Тереку и Сунже. Он работал в 1920—1921 годах, и в число населённых пунктов, подведомственных этому исполкому, попали Ассиновская, Самашкинская, Давыденко и другие станицы и хутора. В том же 1920 году хутор Давыденко оказался в составе Сунженского казачьего округа, где был центром сельсовета в Слепцовском районе.
Согласно Списку населённых мест Северо-Кавказского края за 1925 год, хутор имел 366 человек жителей (174 мужчины, 192 женщины) в 49 дворах, в Давыденко был 1 пруд, 1 школа первой ступени, 2 партийных организации.

## Население
| 1990  | 2002  | 2010  | 2012  | 2013  | 2014  | 2015  |
| ----- | ----- | ----- | ----- | ----- | ----- | ----- |
| 1106  | ↗1529 | ↗1702 | ↗1748 | ↗1780 | ↗1785 | ↗1789 |
| 2016  | 2017  | 2018  | 2019  | 2020  | 2021  | 2023  |
| ↗1805 | ↗1842 | ↗1860 | ↗1890 | ↗1930 | ↗1977 | ↗2012 |
| 2024  |       |       |       |       |       |       |
| ↗2022 |       |       |       |       |       |       |

По данным 1984 года население Давыденко приблизительно составляло 1 тыс. человек.
Согласно переписи 2002 года, в селе проживало 1529 человек, из них 710 мужчин и 819 женщин, 98 % населения составляли чеченцы.
По данным Всероссийской переписи населения 2010 года:
| Народ   | Численность, чел. | Доля от всего населения, % |
| ------- | ----------------- | -------------------------- |
| чеченцы | 1690              | 99,3 %                     |
| русские | 10                | 0,6 %                      |
| другие  | 2                 | 0,1 %                      |
| всего   | 1702              | 100 %                      |

## Инфраструктура
- Муниципальная средняя общеобразовательная школа[31]
- Фельдшерско-акушерский пункт
- Сельский дом культуры
- Библиотека
- Мечеть
- СПК «Ризван» (выращивание винограда)
- ГУП Госхоз «Колос» министерства сельского хозяйства Чечни (выращивание пшеницы)[32]

## Улицы
- Восточная
- Есенина
- Заречная
- А. Кадырова
- Кирова
- Кооперативная
- Лесная
- М. Мамакаева
- Мира
- Х. Нурадилова
- Родниковая
- Садовая
- Степная
- Б. Таймиева
- А. Шерипова[33]

## Известные уроженцы
- Гломозда, Михаил Федотович (1921—1944) — полный кавалер ордена Славы.